# Banc d'Israel
El Banc d'Israel (en hebreu: בנק ישראל) és el banc central d'Israel. La seu del banc es troba a Kiryat HaMemshala, a Jerusalem, amb una sucursal a Tel Aviv. L'actual governador és Amir Yaron.
L'objectiu principal del Banc d'Israel és mantenir l'estabilitat dels preus i del sistema financer a Israel. També administra i implementa la política monetària a Israel, realitza operacions de divises, supervisa i regula el sistema bancari, s'encarrega de les reserves de divises i de les operacions de la infraestructura del mercat financer. El Banc d'Israel té, en virtut dels articles 41 i 44 dels seus Estatuts, el dret exclusiu d'emetre bitllets i monedes de xéquel israelià.